# いすゞ自動車販売
いすゞ自動車販売株式会社（いすずじどうしゃはんばい、英語：Isuzu Motors Sales Limited）は、神奈川県横浜市に本社を置く、いすゞ自動車の国内販売会社と関連事業会社を統括する会社で、いすゞ自動車の連結子会社である。

## 沿革
- 1965年（昭和40年）9月 - スミダ不動産株式会社（いすゞ不動産株式会社の前身）設立。
- 1974年（昭和49年）7月 - スミダ不動産株式会社の子会社としてスミダビル管理株式会社を設立。
- 1988年（昭和63年）10月 - いすゞ興産株式会社（スミダ不動産から社名を変更）から一部営業譲渡を受ける。同時に、商号をスミダビル管理株式会社からいすゞビル管理株式会社へ変更。
- 1999年（平成11年）4月 - いすゞ不動産株式会社（いすゞ興産から社名変更）から一部を営業譲受する。商号をいすゞビル管理株式会社からいすゞエステート株式会社へ変更。
- 2007年（平成19年）2月 - 伊藤忠商事といすゞ自動車がいすゞネットワーク株式会社（当社）を設立。いすゞエステートへの増資及び前年設立した準備会社から社名変更。
- 2010年（平成22年）4月 - いすゞ自動車の国内営業機能を集約して営業統括会社。
- 2010年（平成22年）
  - 10月1日 - 商号をいすゞ自動車販売株式会社へ変更。
  - 10月1日 - 九州・沖縄エリアで販売会社のいすゞ自動車南九州、沖縄いすゞ自動車、いすゞ自動車九州を統合し、存続会社名を『いすゞ自動車九州株式会社』とする。中国・四国エリアで販売会社のいすゞ自動車中国といすゞ自動車四国を統合し、存続会社名を『いすゞ自動車中国四国株式会社』とする。
  - 12月1日 - 東海・北陸エリアで販売会社の静岡いすゞ自動車、いすゞ自動車北陸、いすゞ自動車東海を統合し、存続会社名を『いすゞ自動車東海北陸株式会社』とする。
- 2011年（平成23年）10月1日 - 東京都・千葉県・埼玉県（一部）、神奈川県および山梨県エリアで販売会社の東京いすゞ自動車、神奈川いすゞ自動車、山梨いすゞ自動車を統合し、存続会社名を『いすゞ自動車首都圏株式会社』とする。
- 2012年（平成24年）4月1日 - 青森、岩手、宮城、福島の販売会社を統合し、いすゞ自動車東北を設立する[1]。
- 2014年（平成26年）
  - 5月 - 連結子会社としていすゞ自動車販売長野株式会社を設立し、小妻清ホールディングス株式会社から長野いすゞ自動車株式会社を事業譲受。
  - 10月 - いすゞ自動車販売長野株式会社の商号を「新・長野いすゞ自動車株式会社」へ変更。
- 2017年（平成29年）4月 - 新・長野いすゞ自動車といすゞ自動車東海北陸が合併して、いすゞ自動車中部を設立。
- 2022年（令和4年）5月 - 本社を東京都品川区南大井から横浜市西区の横濱ゲートタワーへ移転。

## 関連会社
- いすゞ自動車東北株式会社
- いすゞ自動車首都圏株式会社
- いすゞ自動車中部株式会社
- いすゞ自動車近畿株式会社
- いすゞ自動車中国四国株式会社
- いすゞ自動車九州株式会社
- 株式会社いすゞユーマックス
- 株式会社アイ・シー・エル
- いすゞ車体株式会社
- いすゞリーシングサービス株式会社

### 廃止した会社
- 青森いすゞ自動車株式会社 - いすゞ自動車東北に吸収
- 岩手いすゞ自動車株式会社 - いすゞ自動車東北に吸収
- 福島いすゞ自動車株式会社 - いすゞ自動車東北に吸収
- 東京いすゞ自動車株式会社  - いすゞ自動車首都圏に吸収
- 神奈川いすゞ自動車株式会社  - いすゞ自動車首都圏に吸収
- 山梨いすゞ自動車株式会社  - いすゞ自動車首都圏に吸収
- 静岡いすゞ自動車株式会社 - いすゞ自動車東海に吸収
- いすゞ自動車北陸株式会社 - いすゞ自動車東海に吸収
- いすゞ自動車四国株式会社 - いすゞ自動車中国に吸収合併
- いすゞ自動車南九州株式会社 - いすゞ自動車九州に吸収合併
- 沖縄いすゞ自動車株式会社 - いすゞ自動車九州に吸収合併
- いすゞ自動車東海北陸株式会社 - いすゞ自動車中部に吸収合併
- 長野いすゞ自動車株式会社 - いすゞ自動車中部に吸収合併